# Гринюк Олексій Васильович
Олексій Гринюк (нар. 11 вересня 1977, Київ) — український піаніст родом з Києва.
Навчався в Спеціалізованій музичній школі ім. Лисенка в класі Наталії Гриднєвої та в Національній музичній академії України у класі професора Валерія Козлова. 1996 року він виграв стипендію на навчання в Королівській академії музики в Лондоні, яку закінчив у професора Хеміша Мілна. У студентські роки Олексій також удосконалював майстерність на майстер-класах таких видатних музикантів як зокрема Чарльз Роузен, Домінік Мерле, Фу Цонг, Володимир Крайнєв та Стівен Гоф.
З тринадцятирічного віку, після його перемоги на Всесоюзному конкурсі Дяґілева в Москві, Олексій мав чимало успіхів на міжнародних конкурсах, серед яких можна виділити Міжнародний конкурс молодих піаністів пам'яті Володимира Горовиця в Києві, конкурс піаністів у Шанхаї (Китай), конкурс молодих концертних артистів у Нью-Йорку.
Концерти Олексія Гринюка, що проходили в країнах Європи, США, Мексиці, Марокко, Японії, незмінно супроводжувалися схвальними відгуками в пресі. Олексій виступав у таких престижних залах світу як Wigmore Hall та South Bank Centre у Лондоні, Salle Cortot та Salle Gaveau в Парижі, Великий Зал Московської консерваторії; записувався для українського радіо та телебачення, радіо Франкфурта-на-Майні (Німеччина), радіо Ґданську (Польща), WGBH радіо (США), російського, китайського, марокканського телебачення; брав участь у багатьох міжнародних фестивалях, серед яких «Newport Music Festival» у США, фестиваль «Кремль Музичний» у Москві, фестиваль «Music and More» на Мальті, фестиваль Шопена в Польщі, фестиваль «Cervantino» в Мексиці.
Олексій є членом артистичного комітету Міжнародного скрипкового конкурсу ім. Бенжаміна Бріттена Лондон, та був членом журі відбіркового туру конкурсу.